# Canon EF-S 18-200mm-objectief
De Canon EF-S 18-200mm f/3.5-5.6 IS  is een zoomobjectief gemaakt door de Japanse fabrikant Canon. Dankzij de EF-S lensvatting kan dit objectief alleen gebruikt worden op Canon EOS-camera's die zijn voorzien van een zogenaamde APS-C-sensor (1,6x crop). Dit betekent dat dit objectief het equivalent is van een full-frame-objectief met een brandpuntsafstand van tussen de 29 en 320 mm.